# Journal of Paleontology
Journal of Paleontology – recenzowane czasopismo naukowe wydawane przez The Paleontological Society. Publikowane w nim prace dotyczą wszystkich działów paleontologii – systematyki, filogenezy, paleoekologii, paleogeografii i ewolucji wymarłych organizmów – oraz wszystkich grup taksonomicznych – roślin, bezkręgowców, kręgowców, a także mikroskamieniałości i ichnoskamieniałości. „Journal of Paleontology” w 2009 roku został wymieniony na liście DBIO 100 jako jedno ze stu najbardziej wpływowych czasopism biologicznych i medycznych ostatnich stu lat. Impact factor w 2009 roku wynosił 1,096. Według Institute for Scientific Information „Journal of Paleontology” był wówczas dwudziestym pierwszym pod względem liczby cytowań czasopismem paleontologicznym spośród notowanych czterdziestu.